# Axel Desperes
Pas d'image ? Cliquez ici

a Compétitions nationales et continentales officielles uniquement.

b Matchs officiels uniquement.
Dernière mise à jour le 19 août 2025.
Axel Desperes, né le 16 janvier 2004 à Pau (Pyrénées-Atlantiques), est un joueur français de rugby à XV évoluant au poste de demi d'ouverture avec la Section paloise.

## Biographie

### Jeunesse et formation
Axel Desperes naît à Pau le 16 janvier 2004. Il grandit dans le nord du Béarn, à Garlin dans une famille de sportifs. Sa mère, Sandrine, excelle en basket-ball, tandis que son père, Cédric, et son grand-oncle, Jean-Claude, sont des figures du club de rugby à XV de l'AS Garlin (aujourd'hui Nord Béarn XV).   
Il est le cousin de la sprinteuse Naomie et de Teddy Riskwait, basketteur de l’Élan béarnais.   
Axel Desperes débute le rugby en 2014 à Garlin sous la conduite de son père, à l’entente des Portes du Béarn, où il évolue jusqu'en cadets et se fait remarquer par ses prestations prometteuses. Sélectionné dans les équipes du Béarn des moins de 13 et 14 ans,, Axel remporte notamment l'Orange Rugby Challenge à Marcoussis en juin 2018,. Il remporte cette compétition avec Hugo Barraqué et Valentin Rambeau, futurs coéquipiers du centre de formation de la Section paloise.
Axel Desperes a rejoint la Section paloise en 2018 et a rapidement gravi les échelons, depuis les cadets jusqu'à l'équipe espoirs, en passant par les niveaux Gaudermen et Crabos. Il s'est distingué dans la génération Crabos de 2004, atteignant les demi-finales du Championnat de France.  
Repéré comme joueur à potentiel, il n'a intégré officiellement le centre de formation qu'en automne 2022, après des performances remarquées lors du Supersevens. Depuis, son évolution a été fulgurante : il a disputé ses deux premiers matchs professionnels lors de la saison 2022-2023, puis a connu une saison 2023-2024 impressionnante avec 25 apparitions et 10 sélections en équipe de France des moins de 20 ans. 
Joueur polyvalent, il est capable d'évoluer aux postes de demi d'ouverture, d'arrière ou de centre.
En parallèle de son parcours sportif prometteur, Axel poursuit également ses études. Titulaire d'un baccalauréat scientifique (mention bien), il parvient à jongler entre sa carrière rugbystique et ses études universitaires en génie civil à l'IUT de Tarbes.

### Carrière professionnelle
Axel Desperes participe au Supersevens 2022 avec la Section paloise. Il fait ses débuts avec l'équipe professionnelle le 13 janvier 2023, lors de la troisième journée de Challenge Cup 2022-2023. Entré en jeu à la 78e minute face aux Dragons RFC, en remplacement de Thibault Debaes, il inscrit une pénalité de 40 mètres, permettant à la Section de décrocher un bonus défensif.
Quelques semaines plus tard, le 28 janvier, il joue son premier match de Top 14 comme titulaire au poste de demi d'ouverture au Stade Mayol. Face au RC Toulon, malgré la défaite (27-16), Desperes réussit à inscrire trois pénalités. Ce même mois, il est appelé en quipe de France des moins de 20 ans pour un stage de préparation à Capbreton en amont du Tournoi des Six Nations des moins de 20 ans 2023. Retenu dans le groupe final, il dispute la première journée contre l'Italie. Entré en seconde période, il marque une pénalité décisive à quinze minutes de la fin, contribuant à la victoire des Bleuets 28-27. Il participe à deux autres matchs du tournoi, dont le dernier, en tant que titulaire face au pays de Galles, où la France s'impose largement et termine deuxième de la compétition.
En 2023, Desperes prend part à toutes les étapes du saison 2023 du Supersevens,,, bien qu'il ne participe pas à la finale, perdue contre les Barbarians français.
Durant la saison 2023-2024, la blessure de l'ouvreur titulaire Joe Simmonds lui permet d'obtenir davantage de temps de jeu. Le 28 janvier 2024, il est sélectionné parmi un groupe de 26 joueurs pour la première journée du Tournoi des Six Nations des moins de 20 ans 2024. En février, il livre une prestation remarquée au stade Chaban-Delmas face à l'Union Bordeaux Bègles, contribuant à la victoire des sectionnistes. Durant cette période, il partage le poste de demi d'ouverture avec Clément Mondinat.
Au début de la saison 2024-2025, Desperes prolonge son contrat avec la Section Paloise jusqu'en 2029, signe de la confiance accordée par le club à son potentiel et son avenir.
En juin 2024, il est convoqué en équipe de France des moins de 20 ans pour participer au Championnat du monde junior en Afrique du Sud. Il évolue aux côtés de ses coéquipiers Brent Liufau, Thomas Souverbie et Fabien Brau-Boirie. Desperes marque le premier essai de la compétition, lors de la victoire bonifiée 49-12 face à l'Espagne de Guido Reyes, son coéquipier de la Section. Doublure d'Hugo Reus lors de la compétition, il est ensuite remplaçant pour le restant le compétition, jusqu'à la finale perdue par son équipe face à l'Angleterre,.
Cependant, le début de saison 2024-2025 en Top 14 s'avère plus compliqué pour Axel Desperes, qui peine à confirmer les espoirs placés en lui. En revanche, il brille en Challenge Cup 2024-2025, où il s'impose comme le meilleur réalisateur de la compétition, et reçoit les éloges de la presse britannique. Lors de la seconde moitié de saison, il obtient un te!ps de jeu conséquent en championnat à la suite de la blessure de Joe Simmonds,.

## Palmarès
Néant